# Кудрявцев, Виктор Викторович
Ви́ктор Ви́кторович Кудря́вцев (19 октября 1943 года — 29 апреля 2021 года) — советский и российский физик, кандидат технических наук. Ведущий научный сотрудник Центра теплообмена и аэрогазодинамики Центрального научно-исследовательского института машиностроения (ЦНИИмаш). Лауреат премии Правительства Российской Федерации (2003) «за создание стартового и технологического оборудования ракетно-космического комплекса „Морской старт“», кавалер ордена Дружбы. Автор и соавтор ряда (согласно РИНЦ — 23) научных публикаций в области механики, машиностроения и ракетостроения.

## Биография

### Ранние годы. Образование. Научная деятельность
Родился 19 октября 1943 года. Отец, будучи морским офицером, погиб в годы Великой Отечественной войны, не застав рождение сына. Мать родилась в Нижегородской губернии, получила образование журналиста, долгое время являлась собственным корреспондентом центральных советских газет («Комсомольская правда», «Известия»).
Окончил станкостроительный техникум в Одессе, затем поступил на механико-математический факультет Одесского университета. Отучившись два курса в Одессе, Виктор перевёлся в Киевский государственный университет, где обучался на кафедре аэродинамики. По собственным словам Кудрявцева, выбор в пользу физики будущий учёный сделал благодаря чтению самой различной литературы, в том числе беллетристики и научно-популярных книг: «Всегда интересовал вопрос: почему так, а не иначе».
Киевский государственный университет окончил с отличием, после чего поступил в аспирантуру Института гидродинамики АН УССР. Спустя некоторое время перевёлся обратно на кафедру аэродинамики в Киевский государственный университет, а оттуда был направлен на обучение в Институт механики МГУ, где учился в течение 2,5 лет. В 1970 году окончил аспирантуру и начал трудовой путь в Центральном научно-исследовательском институтемашиностроения (ЦНИИмаш).
В 1976 году успешно защитил диссертацию на соискание степени кандидата технических наук (тема диссертации —— «Особенности отрывных течений в дозвуковых и трансзвуковых потоках»).
В 2003 году Кудрявцев за создание стартового и технологического оборудования ракетно-космического комплекса «Морской старт» был удостоен премии Правительства Российской Федерации. Согласно РИНЦ, он являлся автором и соавтором 23 научных публикаций в области механики, машиностроения и ракетостроения. Сам Кудрявцев отмечал, что никогда не считал себя выдающимся учёным. «Главные мои достижения состоят в разработках методологий наземной отработки аэрогазодинамических и тепловых воздействий на изделия ракетно-космической техники при помощи физического и математического моделирования», — говорил он.

### Уголовное дело. Смерть
В июле 2018 года Кудрявцев был обвинён в совершении государственной измены (статья 275 Уголовного кодекса Российской Федерации) и заключён под стражу; до сентября 2019 года содержался в московском СИЗО «Лефортово» и являлся самым пожилым арестантом данного изолятора. Согласно данным следствия, Кудрявцев передал составлявшие государственную тайну сведения о применении гиперзвуковых технологий в боевых ракетных комплексах «Авангард» и «Кинжал» в Фон-Кармановский институт гидродинамики в Брюсселе, с которым ЦНИИмаш сотрудничал в рамках программы FP7-SPACE; учёному в вину вменялось, что, будучи координатором российского коллектива в научном проекте Transhyberian «Характеризация влияния температуры стенки на переход при гиперзвуковом обтекании конуса посредством экспериментов и численного моделирования», он получал от бельгийского института задачи, выходившие за рамки работы над программой, и направлял отчёты о проведённых исследованиях. Полученная от Кудрявцева информация, как полагало следствие, могла быть использована при создании нового вооружения. 
Сам Кудрявцев вину в совершении преступления не признал, его защита заявила, что физик не имел доступа к секретной информации более 20 лет. Фон-Кармановский институт гидродинамики выпустил специальное заявление об отсутствии информации ограниченного доступа в материалах проекта, в то время как журнал Science связал преследование Кудрявцева и других специалистов в области аэродинамики с развитием гонки гиперзвуковых вооружений между Китаем, Россией и США.
В поддержку Кудрявцева выступил ряд правозащитников и учёных, в частности, президент Российской академии наук Александр Сергеев и члены Клуба «1 июля» призвали изменить физику меру пресечения. Петиция об освобождении Кудрявцева из-под стражи набрала на сайте change.org более 200 000 подписей. Правозащитный центр «Мемориал» признал Кудрявцева политзаключенным. В сентябре 2019 года в связи с состоянием здоровья учёного, страдавшего рядом заболеваний, в том числе диабетом и раком лёгкого, избранная в отношении него мера пресечения была изменена с заключения под стражу на подписку о невыезде, а следствие по уголовному делу против него — приостановлено. 
29 апреля 2021 года Кудрявцев скончался.